# Förvildade hästar

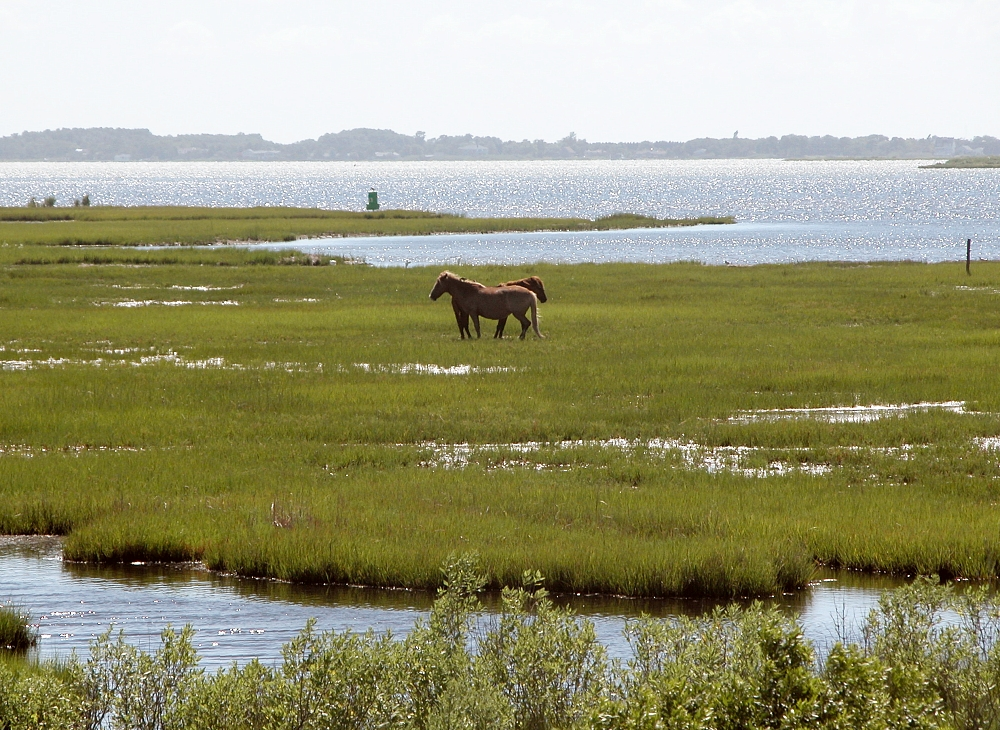
Förvildade hästar i Assateague, Maryland, USA.

Förvildade hästar är tamhästar (Equus caballus) som flytt eller blivit släppta från mänsklig fångenskap, eller hästar som härstammar från dessa. En förvildad häst är alltså en annan art än vildhäst, Equus ferus.
Förvildade hästar finns i flera världsdelar, och de kanske mest kända förvildade hästarna är mustangerna i Nordamerika som härstammar från hästar som släpptes fria eller rymde från de spanska conquistadorerna under koloniseringen av Amerika mellan 1400-talet och ända fram till 1600-talet. Många förvildade hästar har uppkommit på detta vis. Andra exempel på hästar som utvecklats på detta sätt är den australiska Brumbyn och den namibiska vildhästen. 
När de tama hästarna rymde eller släpptes fria samlades de ofta i olika flockar eller hjordar som sedan vandrade till andra sorters miljöer där de utvecklades olika, med varierande utseende och egenskaper. Därför finns det även ett stort antal olika hästraser i USA som från början varit förvildade hästar och som alla härstammar från de spanska hästar eller portugisiska hästar som fördes till Amerika. 

## Halvvilda hästar

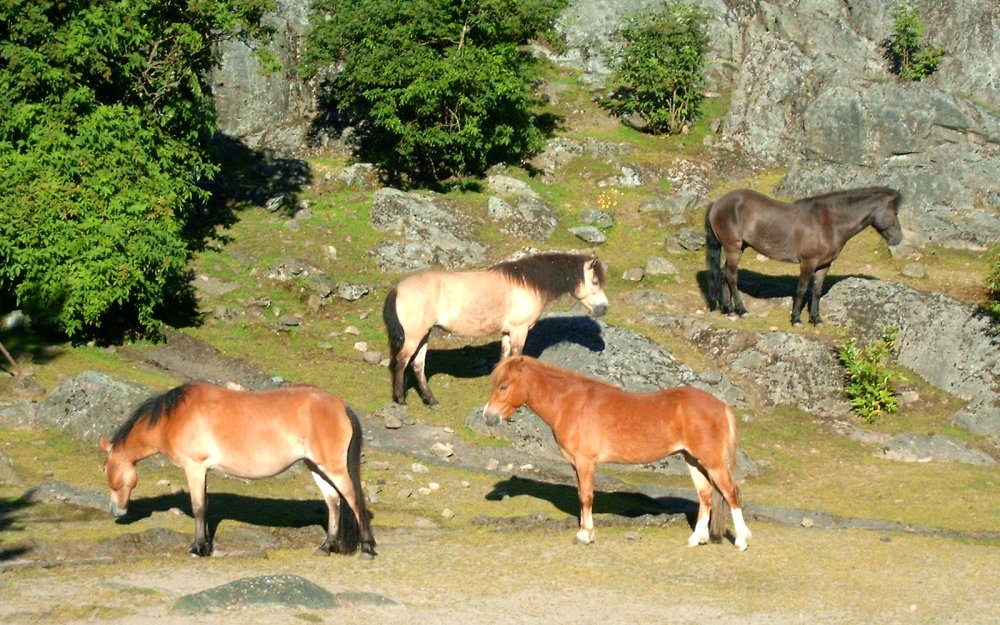
Gotlandsrusset föds upp både privat och i halvvilda flockar på Lojsta hed på Gotland, men även i Slottsskogen i Göteborg som syns på bilden.

Förvildade hästar kan även vara halvvilda som till exempel det svenska gotlandsrusset eller den spanska Asturconponnyn. Det finns cirka 50–80 förvildade gotlandsruss på Lojsta hed på Gotland (läst 2024). Dessa ponnyer eller hästar släpps ut i stora hagar eller helt fritt på stora stäpper där de får klara sig själva i den miljö de är lämpade för. Människan hjälper enbart till vid extrem torka eller brist på mat. På detta sätt blir hästarna härdade och mer tåliga mot dåligt väder, brist på mat och sjukdomar. Dessa hästar samlas dock ihop någon gång per år för att räknas, märkas och undersökas av veterinärer. I många fall samlar man även in vissa individer som säljs av på auktion för att ridas in och tämjas helt. 
Förr var det mycket vanligt att uppfödare födde upp alla sina hästar på det här viset. Under 1800-talet lät många svenska uppfödare och bönder sina lanthästar leva ute året runt och tog bara in dem under de tider på året som de användes i arbete. Idag är det ovanligt, även om en del uppfödare låter hästarna gå på lösdrift, men hästarna är då tämjda och inridna och får stå inne vid riktigt dåligt väder. De flesta vilt strövande hästflockar är idag halvvilda och sköts om hand av antingen föreningar eller sina respektive lands naturvårdsverk. På så sätt får flockarna den skötsel de behöver och risken för att sjukdomar ska spridas från de förvildade flockarna till tamhästarna minskar. Man kan även hålla kontroll på aveln så att flocken inte blir för liten eller för stor. Att låta hästar födas upp i halvvilt tillstånd för att sedan samlas in och tämjas är en avelsteknik som använts sedan hästens domesticering och är ett sätt att härda hästarna för att göra dem sunda och tåliga.

## Förvildade hästar som skadedjur
I många fall orsakar flockarna med förvildade hästar het debatt, bland annat mellan lokala jordbrukare och de som vill bevara stammarna. Friströvande hästar kan bland annat orsaka stora skador i mark och grödor, samt även på inhägnader och staket, vilket kan försvåra djurhållning. Flockarna med de förvildade hästarna kan ibland orsaka för snabb erosion vid floder. Detta har bland annat lett till att man skjuter av flockarna för att undvika att antalet hästar i flocken stiger dramatiskt. Detta sker bland annat i Australien där de förvildade Brumbyhästarna lätt kan öka så kraftigt i antal att de ändå svälter ihjäl på grund av brist på vatten och föda under torrperioderna. 
På de platser där hästen inte har funnits tidigare och introducerats av människan, bland annat Australien, har man märkt av stor skada på växtlivet och även bland de djurarter som naturligt funnits i denna miljö. I många fall har dock hästarna anpassat sig efter sin miljö och genom att människan håller efter flockarna kan skadan minimeras. 

## Bevarandet av förvildade hästar

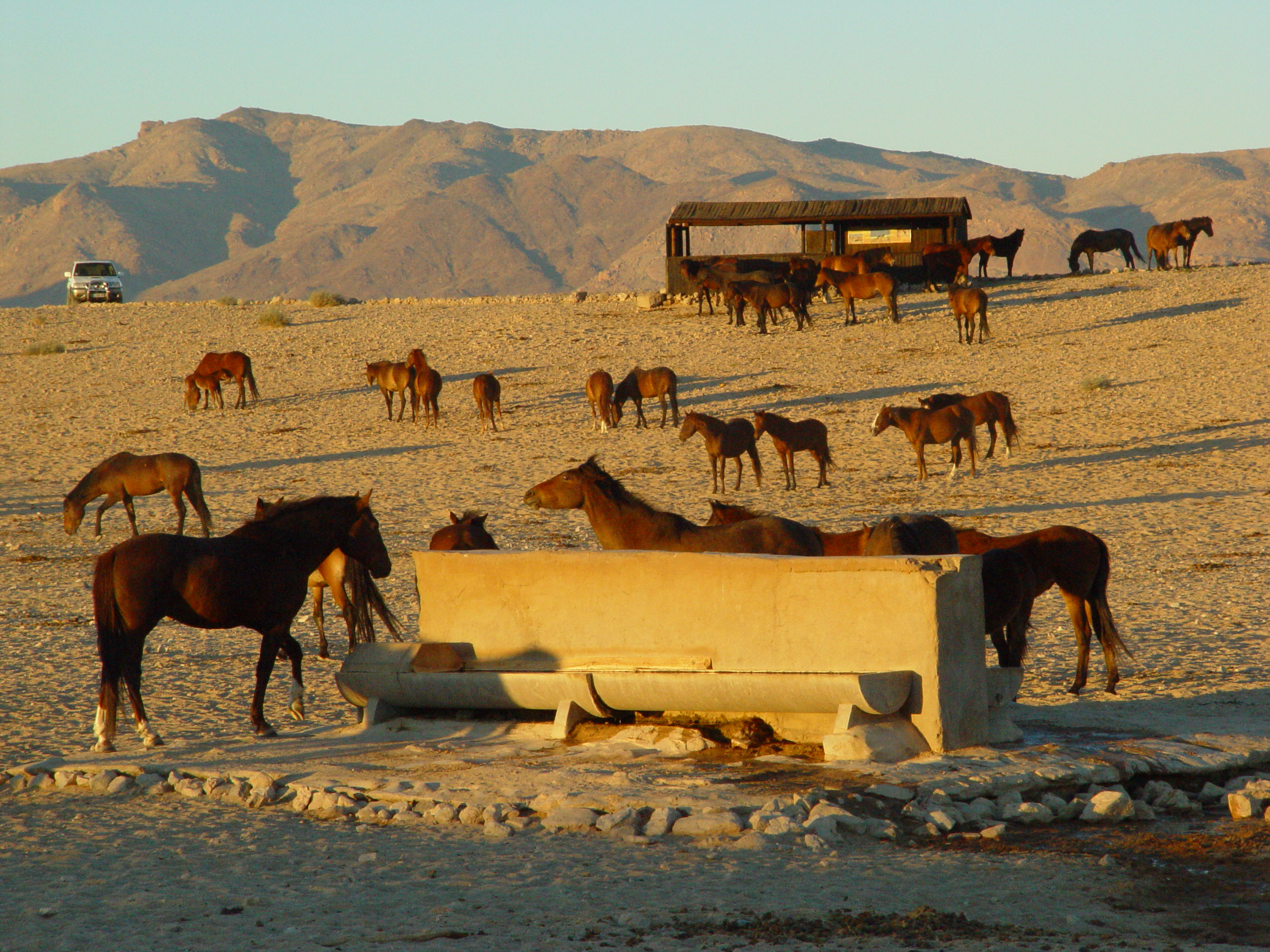
För att bevara stammar med förvildade hästar i Namibia har man byggt vattenkar och vindskydd som hjälper hästarna att överleva.

Dagens förvildade hästar bär ofta på ett historiskt arv, och för vissa även ett sentimentalt värde. Insamlingarna och utauktioneringarna av Chincoteagueponny lockar årligen hundratals turister till Assateague-ön, som vill se när ponnyerna simmar över viken till fastlandet. Dessa faktorer har gjort att de förvildade hästraserna fått anhängare som vill bevara hästarna, och gärna i deras naturliga miljö. Föreningar startas ofta som försöker rädda och skydda dessa hästar. 
För att kunna behålla flockarna och även tillgodose önskemålen från de bönder som får problem med hästarna har man i vissa fall flyttat flockar till nationalparker, eller till likadana miljöer som ligger långt ifrån bebyggelse. Ett exempel är den mongoliska vildhästen, Przewalski som efter att ha varit nära att utrotas, enbart fanns på djurparker, med några få vilda exemplar som levde på stäpperna i Mongoliet. Idag har man fött upp beståndet och åter igen släppt ut dessa hästar i nationalparker i Mongoliet där rasen alltid levt. Idag består flockarna av både vilda och förvildade Przewalski-hästar. 
I en del fall är dock flockarna inte skadedjur, utan kräver bevaring på grund av att antalet hästar i flockarna är så låga. Ett exempel på detta är Abacoberbern, en förvildad hästras som lever på ön Abaco i Bahamas. Under mitten av 2004 var hästbeståndet så lågt som 12 stycken exemplar. Då rasen är relativt okänd har det heller inte funnits något intresse för dessa hästar. WHOA (Wild Horses of Abaco Preservation Society) har dock försökt väcka intresse genom de berömda modellhästarna som görs av Breyer. En modellhäst gjordes av den främsta hingsten i stammen, kallad Capella. En del av pengarna som kom in från försäljningen skulle ges till föreningen för att hjälpa till i bevarandet av rasen.

## Förvildade hästraser
- Przewalskihästen, Mongoliet
- Mustang, Nordamerika
- Chincoteagueponny, USA
- Brumby, Australien
- Gotlandsruss, Sverige
- Islandshäst, Island
- Namibisk vildhäst, Namibia
- Wyomisk vildhäst, Wyoming
- Riwocheponny, Tibet
- Asturconponny, Spanien
- Sardinsk ponny, Italien